# Christian Wiyghan Tumi
Christian Wiyghan Tumi (ur. 15 października 1930 w Kikaikelaki, zm. 3 kwietnia 2021 w Duali) – kameruński biskup katolicki, arcybiskup Duali, kardynał.

## Życiorys
Studiował w seminarium w Kumbo, następnie w seminariach nigeryjskich (Ibadan, Bodija, Enugu) oraz Wydziale Teologicznym w Lyonie. Na Uniwersytecie Katolickim w szwajcarskim Fryburgu obronił doktorat z filozofii. 17 kwietnia 1966 w Soppo (diecezja Bouea) przyjął święcenia kapłańskie. Pracował jako duszpasterz w diecezji Kumbo, wykładał w seminarium w Soppo-Bouea, a po powrocie ze studiów w Europie był m.in. rektorem seminarium w Bambui i przewodniczącym rady prezbiterów archidiecezji Bamenda.
6 grudnia 1979 został mianowany biskupem Yagua, sakry biskupiej udzielił mu 6 stycznia 1980 w Watykanie Jan Paweł II. Ten sam papież wyniósł biskupa Tumi do godności arcybiskupa-koadiutora Garua (z prawem następstwa) w listopadzie 1982; objął on rządy w nowej archidiecezji w marcu 1984. Arcybiskup Tumi brał udział w sesjach Światowego Synodu Biskupów w Watykanie, w tym specjalnej sesji poświęconej Kościołowi afrykańskiemu wiosną 1994 (jako prezydent-delegat); wchodził w skład sekretariatu generalnego Synodu. Stał na czele Konferencji Episkopatu Kamerunu, był jednocześnie wizytatorem apostolskim seminariów duchownych w Malawi i Zambii.
28 czerwca 1988 został wyniesiony przez Jana Pawła II do godności kardynalskiej i otrzymał tytuł prezbitera Ss. Martiri dell'Uganda a Poggio Ameno. W sierpniu 1991 przeszedł na stanowisko arcybiskupa Duali. W styczniu 1998 reprezentował Jana Pawła II na Narodowym Kongresie Eucharystycznym Ghany w Tamale w charakterze specjalnego wysłannika.
Brał udział w konklawe 2005, które wybrało papieża Benedykta XVI.
Benedykt XVI przyjął rezygnację z obowiązków arcybiskupa metropolity Duali 17 listopada 2009, jego następcą został arcybiskup Samuel Kleda. 15 października 2010 w związku z osiągnięciem osiemdziesiątego roku życia utracił czynne prawo wyboru papieża w przyszłych konklawe.